# فرزان سجودی
فرزان سجودی (متولد ۱۳۴۰، گلپایگان، روستای نیوان سوق) زبان‌شناس و نشانه‌شناس ایرانی، استاد نشانه‌شناسی و زبان‌شناسی گروه نمایش دانشکدهٔ سینما و تئاتر دانشگاه هنر تهران است.

از چپ: فرزان سجودی، کورش صفوی و احمد پاکتچی، دومین کارگاه معنی‌شناسی، پژوهشگاه علوم انسانی و مطالعات فرهنگی، خردادماه ۱۳۹۰

## آثار
ترجمه
- فریاد خاموش، کنزابورو اوئه، انتشارات محیط، ۱۳۷۶
- ساخت‌گرایی، پساساختگرایی و مطالعات ادبی (مجموعه مقالات، ترجمه به همراه دیگران)، انتشارات پژوهشگاه حوزه هنری، مهر ۱۳۸۰
- ابرساختگرایی، فلسفه ساختگرایی و پساساختگرایی، ریچارد هارلند، بهمن ۱۳۸۰، انتشارات پژوهشگاه حوزه هنری
- هنر و اندیشه‌های اهل هنر، جلد پنجم، چارلز هریسون، پل وود، انتشارات فرهنگ کاوش، زمستان ۸۰
- هنر و اندیشه‌های اهل هنر، جلد ششم، چارلز هریسون، پل وود، انتشارات فرهنگ کاوش، تابستان ۸۲
- صور خیال در نظریه شعرشناختی عبدالقاهر جرجانی، کمال ابودیب، ترجمه (به همراه فرهاد ساسانی)، انتشارات مرکز مطالعات و تحقیقات هنری وزارت ارشاد، بهار ۱۳۸۴
- نشانه‌شناسی تئاتر و درام، کر الام، ترجمه، نشر قطره، اردیبهشت ۸۳ (چاپ دوم، ۱۳۸۴)
- مبانی نظریه ادبی، هانس برتنز، ترجمه، نشر آهنگ دیگر، اردیبهشت ۸۳
- «ویتگنشتاین، نظریه و هنر»، ریچارد آلن و مالکم تروی، ترجمه، فرهنگستان هنر (اسفند ۱۳۸۳)
- نقد و قدرت: بازسازی مناظره فوکو و هابرماس، مایکل کلی، ترجمه، انتشارات اختران
- تاریخ مختصر هنر هند، روی سی. کراون، ترجمه به همراه کاوه سجودی، انتشارات فرهنگستان هنر (۱۳۸۸)
- نظریه در تئاتر، مارک فورتیر، ترجمه به همراه نریمان افشاری، پژوهشگاه حوزه‌هنری، (۱۳۸۸)

تألیف
- التفات در شعر معاصر فارسی: رویکردی نشانه‌شناختی، با فرید دهقان طرزجانی، انتشارات علم (۱۳۹۲)
- نشانه‌شناسی کاربردی، نشر قصه، پاییز ۱۳۸۲ (چاپ دوم، زمستان ۱۳۸۳)
- مجموعه مقالات نخستین هم‌اندیشی نشانه‌شناسی هنر، گردآورنده، فرهنگستان هنر، (پاییز ۱۳۸۳)
- نشانه‌شناسی و ادبیات: مجموعهٔ مقالات، انتشارات فرهنگ کاوش (اردیبهشت ۱۳۸۴)
- نشانه‌شناسی کاربردی (ویرایش دوم با تجدید نظر کلی، انتشارات علم
- نشانه‌شناسی: نظریه و عمل، انتشارات علم (۱۳۸۸)